# EXID
EXID（韓語：이엑스아이디）是韓國AB娛樂（2014年更名為Gamgak娛樂）於2012年推出的六人女子音樂團體，出道時由蕙姸、有智、LE、哈妮、海嶺及正花六人組成，兩個月後有智、蕙姸及海嶺退出團體，同年8月加入新成員率智及慧潾。EXID為少數因粉絲上傳直拍影片而爆紅的女子團體。
官方粉絲名為「LEGGO」，官方應援色为Eclipse（彩通7499C
、7423C和272C的三色组合）。
2014年6月27日，EXID轉至Yedang娛樂（2016年更名為Banana Culture）旗下進行演藝活動。
2019年5月2日宣佈哈妮和正花在5月末與Banana Culture專屬合約到期後不續約單飛，剩下3名成員也在之後與Banana Culture專屬合約到期後不續約單飛，團體單飛不解散。

## 名稱
團名EXID是由作曲家新沙洞老虎所取，其意思為「Exceed In Dreaming（超越夢想）」。當初EXID的韓文名稱是用了엑시드以取其整體讀音，出道後則使用了字母讀音이엑스아이디，轉換名稱的原因是公司認為엑시드和搖頭丸（韓語：엑스터시）相近。EXID的官方粉絲名稱為「LEGGO」，意指英語「Let's Go」 即「Let Us Go」（我們一起去），單獨「LEGGO」凸顯不出粉絲名稱的用意，但團體名稱「EXID」配合粉絲名稱「LEGGO」，成為「EXID LEGGO」，即「Exceed In Dreaming, Let's Go!」，意思成為「偶像和粉絲一起超越夢想」。团体口号“Whoz That Girl ！大家好，我们是EXID !
”

## 經歷

### 2012年
2012年2月14日，由LE、正花、哈妮、有智、蕙姸和海嶺組成的EXID，以〈Whoz That Girl〉一曲正式出道。2月16日，出道單曲《Holla》正式發行。EXID是由韓國知名製作人新沙洞老虎所製作之女團，令初出道的EXID即獲到大眾關注。同年4月30日，EXID所屬公司AB娛樂表示，成員有智、蕙姸和海嶺退出EXID。成員有智因決定復學而退出；蕙姸則以大學深造為目標，將暫停演藝事業全心準備課業；而海嶺有意於演戲因此退出。其後，所屬公司表示剩下的三名成員將與另外加入的率智及慧潾以五人之姿活動。2012年8月13日，EXID推出首張迷你專輯《Hippity Hop》，主打曲為〈I Feel Good〉。10月2日，EXID公開第二張單曲《Every Night》音源。10月4日，公開同名主打〈Every Night〉音樂錄影帶，此曲在網上多個線上音樂榜奪冠，包括Bugs!、MelOn、Soribada等。

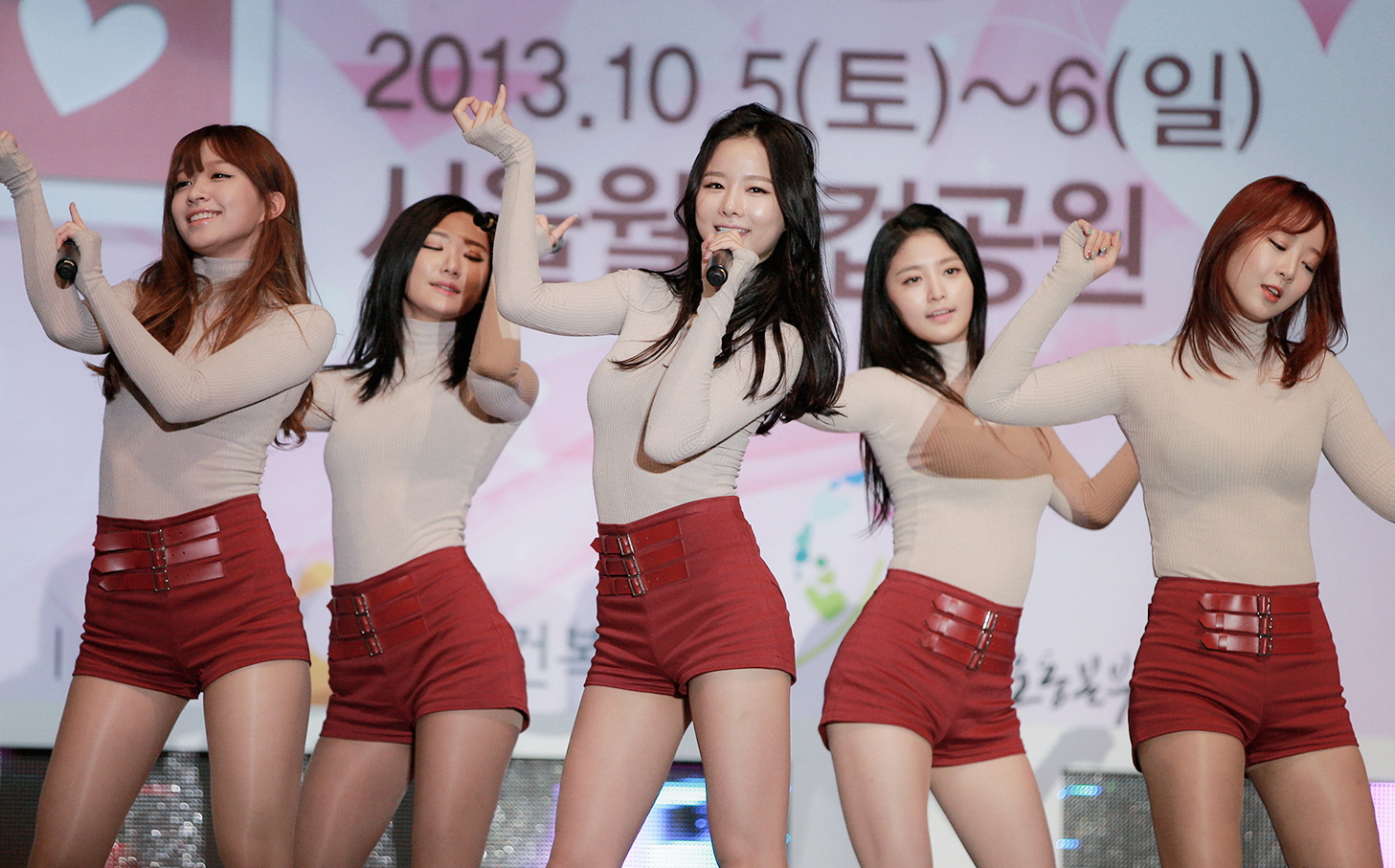
EXID（2013年）

### 2013年
2013年2月15日，官方公開EXID首個子團體DASONI概念照及主打曲〈Goodbye〉音樂錄影帶。
3月15日，公開第二張單曲《Stage Of The 70's》。

### 2014年

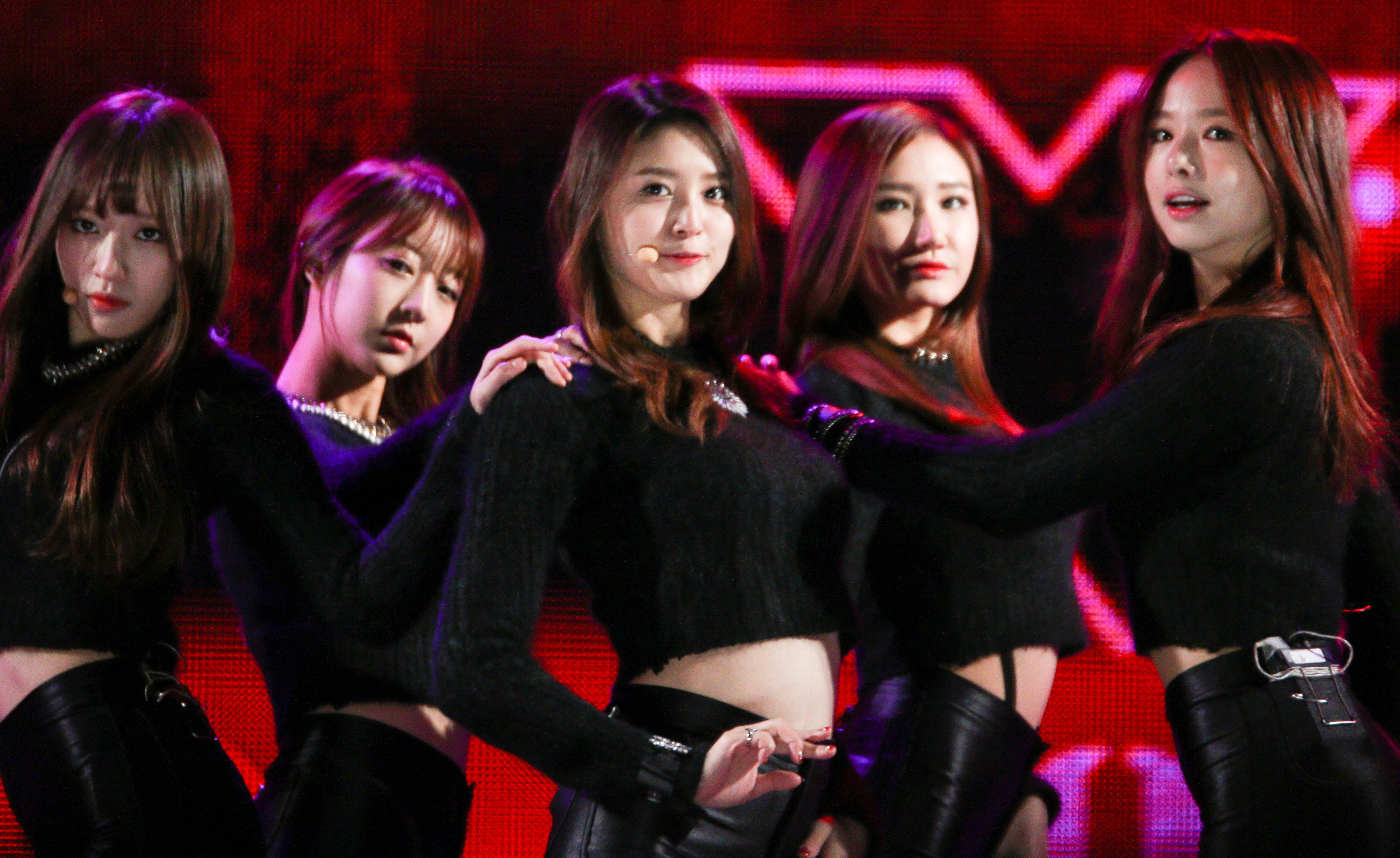
EXID（2014年）

2014年，EXID轉至Yedang娛樂旗下。同年8月27日，推出數位單曲《Up & Down》回歸樂壇，然而此次作品並未獲得大眾迴響，更在9月下旬受到亞運會影響強制結束（강제종료）為期約三週的宣傳期。10月9日，一名YouTube用戶於頻道上傳一段成員哈妮〈Up & Down〉公演影片。因哈妮性感演出令該影片於網路間快速流傳，使歌曲重新受到各界及樂迷的關注。
〈Up & Down〉排名位置於音樂排行榜中迅速回升，直至12月28日在MelOn、Mnet、Bugs!、Olleh、Monkey3等韓國主要8個音源網站排行榜都曾登上第一位，這在韓國樂壇是相當罕見的，使得組合於2014年12月強制召回（강제소환）《音樂銀行》、《音樂中心》、《人氣歌謠》等大型音樂節目中宣傳表演。

### 2015年
因〈Up & Down〉一曲獲得大眾關注，EXID於1月3日播出的MBC音樂節目《Show! 音樂中心》成為一位候補，此為出道以來首個一位候補。1月的第一週，〈Up & Down〉在韓國最具權威的音樂綜合排行榜Gaon Chart及MelOn音源網站排行榜皆獲得週榜第一位的成績，並且發表的音樂錄影帶於MelOn設立的MV榜更是自歌曲翻紅以來長時間居於第一位，直至2月10日排名都在前十位。1月8日，EXID於Mnet音樂節目《M! Countdown》獲得第一名，此為出道以來首個音樂節目一位，其後亦在《音樂銀行》、《人氣歌謠》、《THE SHOW》獲得多次一位，〈Up & Down〉一曲成為第一首EXID的三台冠軍歌曲。1月25日於《人氣歌謠》舞台表演後，正式結束為期約五個月的宣傳期，〈Up & Down〉總共獲得六個一位的成績。
2015年3月24日，EXID通過官方SNS宣佈於4月13日以第二張迷你專輯《Ah Yeah》再次回歸樂壇。4月1日起陸續通過官方SNS分別公布成員新專輯概念照。4月12日，EXID第二張迷你專輯Showcase在首爾明洞舉行。4月13日，EXID以SBS MTV音樂節目《THE SHOW》開始新歌〈AH YEAH〉宣傳期。4月21日，於《THE SHOW》以〈AH YEAH〉一曲獲得一位，成為EXID第二首冠軍歌曲。同年5月2日，EXID前往美國洛杉磯參加公演，當地媒體TMZ於節目中對此進行報導，成員正花以生疏英語表達「I'm so happy」（我很開心），TMZ主持人模仿正花之英語音調引發韓國藝人紛於個人Twitter發表看法，这其中包括f(x)成員Amber、2PM成員澤演及Roy Kim。5月3日，EXID於美國LA第13屆「Korea Times Music Festival」演出，為首個非韓國本土活動。
2015年5月17日，EXID為了答謝海外歌迷LEGGO（官方歌迷名稱）熱情支持，特別選擇臺灣做為出道3年第一場海外單獨Showcase「2015 EXID 1st SHOWCASE in TAIWAN」之舉辦地點，門票於5月30日開賣不到5分鐘即銷售一空，主辦單位為響應歌迷訴求，於6月10日增售座位區門票。7月18日，EXID於臺灣臺北ATT Show Box演出。同年7月9日，EXID首次出演單獨團隊綜藝節目《EXID's SHOWTIME》於MBC EVERY1下午6點首播，並於同日出席製作發佈會。
2015年10月27日，經紀公司表示EXID將於11月中旬以數位單曲回歸樂壇，新曲包含復古元素，展現與〈Up & Down〉和〈AH YEAH〉不同風格。11月13日，EXID在各大社交網站上公開新曲《Hot Pink》第二波宣傳海報。11月15日及16日，分別於YouTube官方頻道釋出正花及哈妮預告。11月18日，新曲正式通過各大音源網站公開，同一時間於Naver V app上直播節目《ALL DAY EXID Thunder Party》，〈HOT PINK〉在Genie、Olleh Music等5個音源網站的實時音源榜上位居首位，並於12月6日播出的SBS《人氣歌謠》獲得回歸後首個地面放送音樂節目一位，此次一位是EXID繼S.E.S.（1998年）、Fin.K.L（1999年）、Wonder Girls（2008年）、少女時代（2010年）及2NE1（2010年，2011年）之後，成為第六組一年內三次取得音樂節目一位記錄之女子組合。

### 2016年

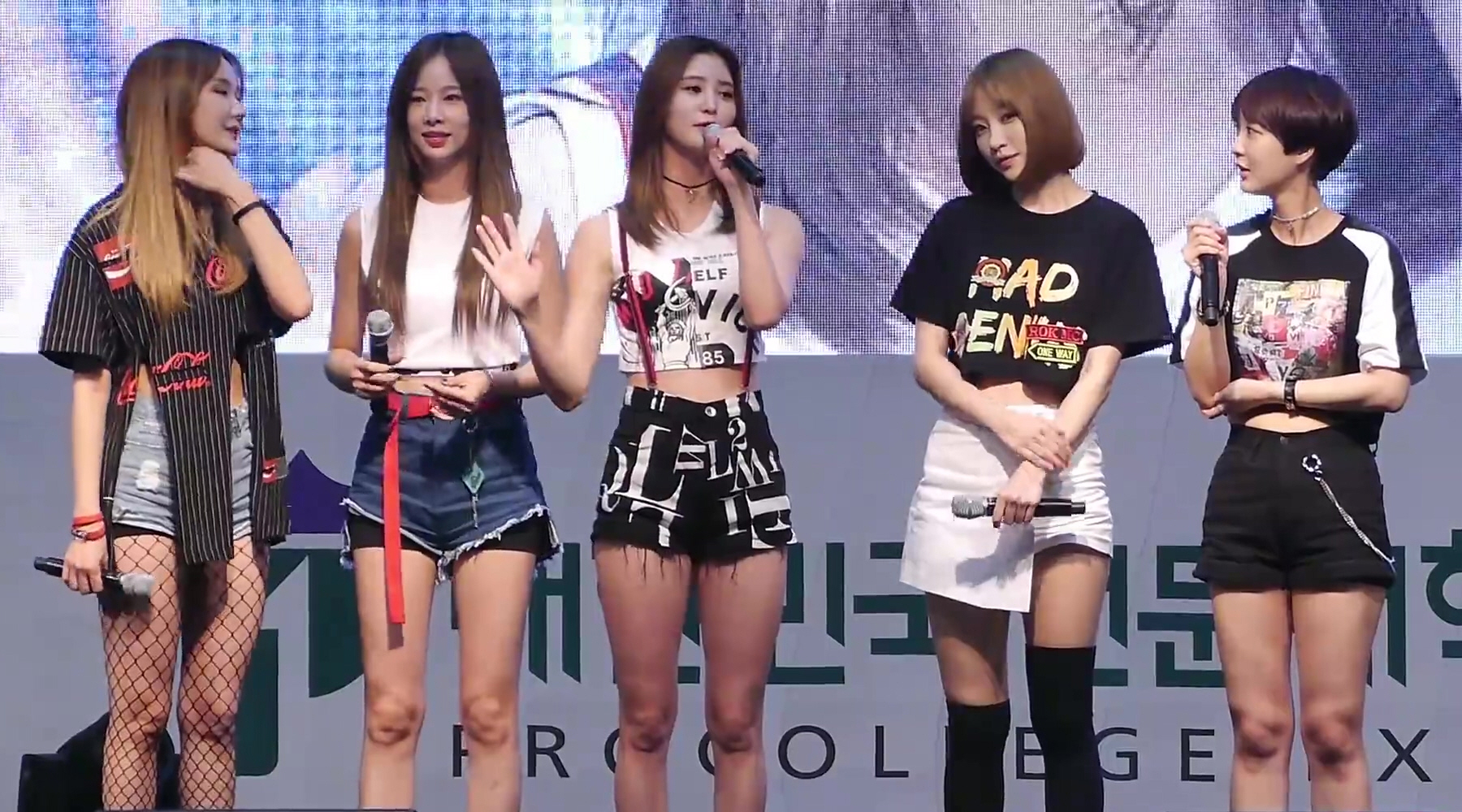
EXID（2016年）

2016年1月6日，新沙洞老虎於EXID官方Fan cafe上留言「2016年為了EXID更好的發展，在和公司代表以及孩子們（EXID）進行認真談話後，為了給她們提供更好的發展環境，決定與王思聰設立的中國香蕉計劃經紀公司合作，以尋求更大的發展。」1月10日雙方出席簽約儀式並宣佈稍後將會在中、韓兩地同步推出新碟。如2月14日，EXID於情人節之際舉行出道以來的首場小型演唱會「EXID's LEGGO SHOW」。2016年2月27日，經紀公司表示哈妮因行程滿檔導致過勞及腸炎復發，將停止所有行程並休養一個月。3月9日，經紀公司表示休養後健康狀況好轉。同年3月3日，以「率智哈妮」名字於各大音源網站發行單曲《ONLY ONE》，並透過官方YouTube頻道公開音樂錄影帶。 〈ONLY ONE〉是經紀公司Banana Culture所準備的音樂企劃《BANANA SHAKE PROJECT》第一首歌曲。
2016年5月18日，EXID通過官方SNS宣佈將於6月1日攜出道以來首張正規專輯《STREET》全面回歸樂壇，此專輯曲風將展現不同於以往的全新風格。所屬經紀公司香蕉文化5月19日表示，EXID將在回歸前於5月21日首爾、5月22日光州和釜山，舉行以官方第一期會員粉絲為主要對象的全新主打曲Monitoring活動，另外於5月20日韓國時間正午公開新專輯預告照，5月21日起陸續通過官方CAFE及SNS依次公佈成員新專輯概念照。5月26日EXID在各大社交網站上公開首張正規專輯完整歌單並於5月28日通過YouTuber及Naver V app上直播節目《1ST STUDIO ALBUM [STREET] HIGHLIGHT VIDEO》公開新專輯全碟試聽。

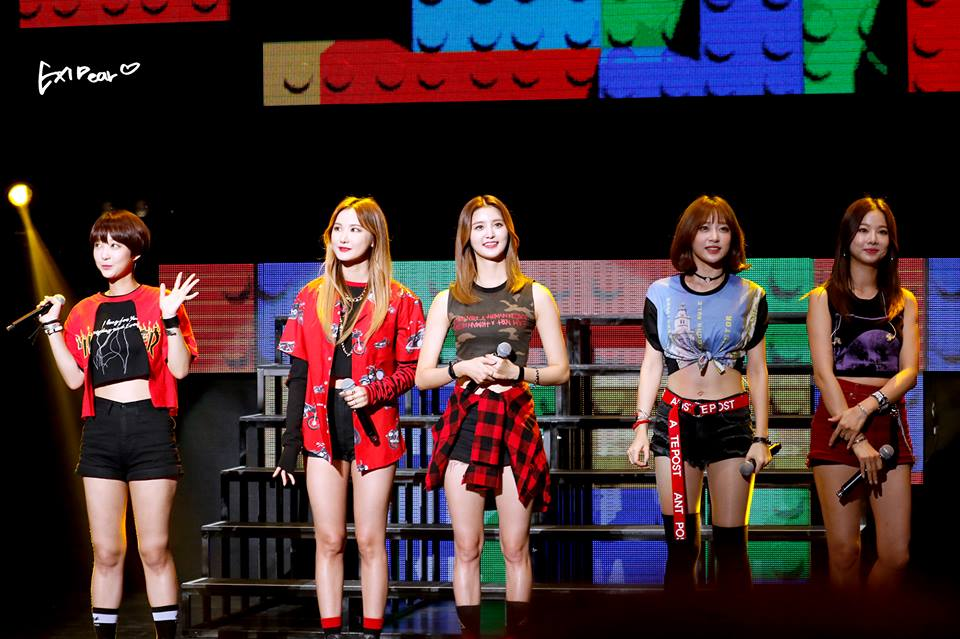
攝於2016年9月25日臺北國際會議中心粉絲見面會。

2016年6月1日，EXID首張正規專輯Showcase在首爾清潭洞舉行，主打曲〈L.I.E〉於韓國時間正午通過各大音源網站公開，〈L.I.E〉在Genie、Mnet、Olleh Music等5個音源網站的實時音源榜上位居首位，首張專輯也在公開後旋即登上臺灣、香港、馬來西亞 iTunes 綜合專輯榜、KPOP專輯榜、單曲榜第一名的成績。6月8日，以主打曲〈L.I.E〉於 MBC《Show Champion》獲得回歸後首個地面放送音樂節目一位，6月12日，亦在SBS《人氣歌謠》再獲一位，此次一位是回歸後三大有線電視台首個一位，為EXID成軍以來第15個一位。此張專輯也被美國告示牌Billboard選為2016年精選10張專輯的第3名。同年7月28日，EXID受邀出席第十四屆中國國際數碼互動娛樂展覽會擔任表演嘉賓，在接受訪問時宣布由中國香蕉計畫及熊貓TV合作的中國網路電影《偶像IDOL》將由EXID集體出演，此次出演為EXID首部電影作品，成員哈妮擔任此部電影的主角。所屬經紀公司表示該部電影將在近期拍攝並於年底上映，並透露EXID計畫推出中文單曲。
2016年8月10日，所屬經紀公司香蕉文化宣布旗下女子組合EXID將於9月25日於臺灣臺北國際會議中心（TICC）舉行「EXID 2016 LEGGO WORLD IN TAIWAN」粉絲見面會，這是繼今年3月於中國上海淺水灣文化藝術中心舉辦的「EXID's LEGGO SHOW IN SHANGHAI」後第二場海外粉絲見面會。同年12月8日，香蕉文化宣布旗下女子組合EXID將在年末發佈兩首中文歌曲，其中，首支中文單曲《Cream》率先在12月20日零時公開，並在2017年1月10日零時釋出第二首中文單曲《上下》。2016年12月20日，所屬經紀公司香蕉文化於官方網站公告組合成員率智因先前發現有頸部腫大等症狀，隨即進行精密檢查後，確診為「甲狀腺功能亢進症」，經紀公司考慮到今後的演藝活動，在與率智充分溝通後決定，將以率智的健康恢復為重，因此決定目前以休息接受治療直到康復為主，在即將進行的年末活動及頒獎典禮等行程，由其餘四位成員LE、哈妮、慧潾、正花4人進行。

### 2017年

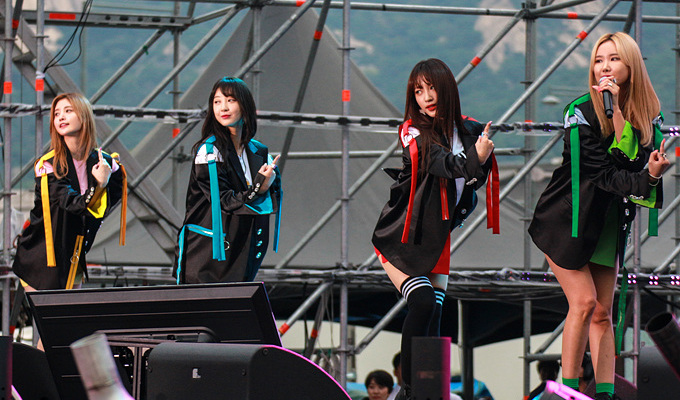
2017年8月19日的EXID

2017年1月17日，哈妮和MAMAMOO的頌樂，f(x)的Luna合作發行單曲《Honey Bee》。同年3月15日，香蕉文化宣佈EXID將於4月10日發行第三張韓語迷你專輯《Eclipse》，然而成員率智因健康因素將無法參與本次宣傳活動，因此新專輯回歸仍將以四人組形式進行。其主打曲〈Night Rather Than Day〉的一節音源在4月7日下午通過門戶網站被洩露出去。據悉該影像中還有EXID的回歸問候、專輯封面拍攝花絮等內容，後在經紀公司的要求下被刪除及正在確認洩露的途徑。
《Eclipse》除了跳脫一般K-Pop曲風之外，EXID在成員缺席的不利因素下，巧妙的發揮現有成員的優點而沒有矯枉過正，不是試圖補償缺席的聲音，這次EXID在美國告示牌世界專輯榜上獲得第四名佳績，也是排行榜上Top 5當中唯一的南韓歌手。這是EXID目前為止的最高排名和第一個前五名。在此之前，EXID在美國告示牌上榜了兩個作品，其中包括2015年的單曲〈AH YEAH〉（Billboard最高12名），以及去年的第一張正規專輯《STREET》（Billboard最高第9名）。
第四張迷你專輯《Full Moon》在11月7日發售。在通過迷你三輯《Eclipse》以「月食」來表示因率智的缺席而暫時成為四人體制的EXID，這張專輯則以「滿月」象徵著率智近一年的演藝中斷後首次回歸團體，在音樂上成為完全體的EXID。

### 2018年

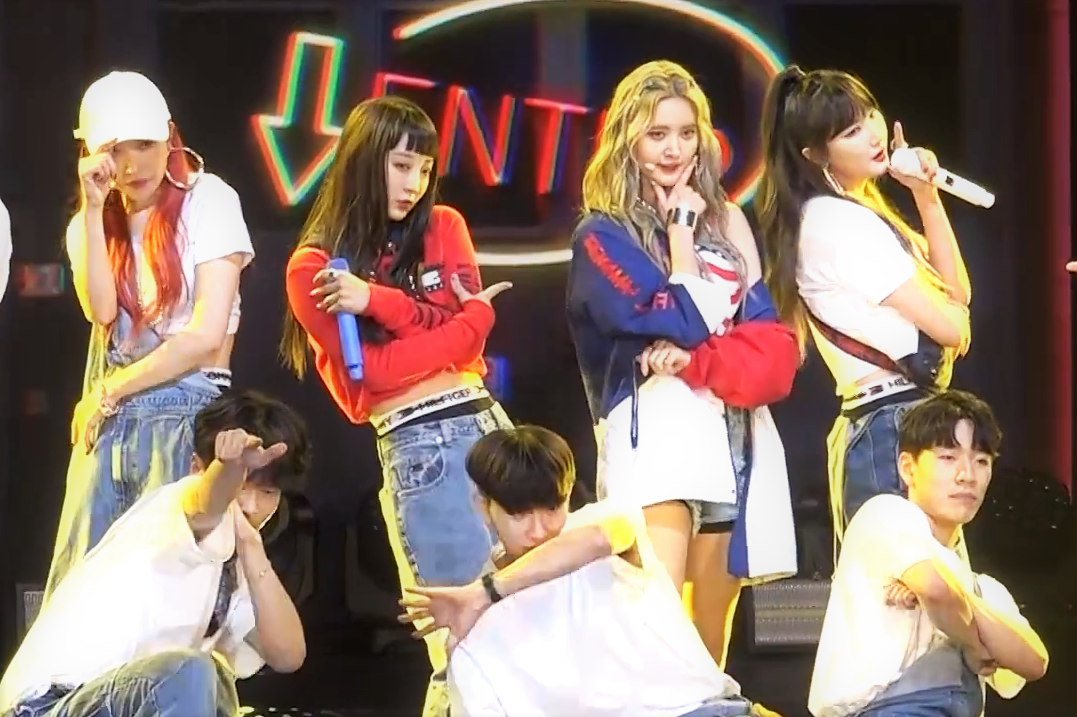
攝於4月2日〈LADY〉回歸showcase

1月10日，EXID公開了即將展開《再花（Re:flower）》企劃的預告照，並宣布將於15日發表此企劃的第一首歌曲。《再花（Re:flower）》企劃的名稱引用「花謝後再度盛開」的意象，呈現的內容是將以往EXID專輯中未能受到矚目的歌曲重新錄音、製作，並在每個月發行。在以EXID應援色為背景的預告照中，可以看到一片花瓣與花朵的枝葉，而隨著歌曲發行，花瓣會逐漸增加，直到完成EXID出道月份8月的誕生花「向日葵」。該企劃的第一位主角在1月11日公開，由率智擔任，她將作為《再花（Re:flower）》第一位出擊的成員，於1月15日發行曾收錄在《Full Moon》的歌曲《在夢裡》的重新錄製版音源。3月16日，香蕉文化宣布EXID將於4月2日發行第五張單曲〈LADY〉回歸。率智在1月進行眼窩減壓手術，尚未完全消腫，所以沒有參與此次單曲錄製及活動。4月2日，臺灣時間下午4點30分，發布單曲“明天再說”發行紀念V LIVE。

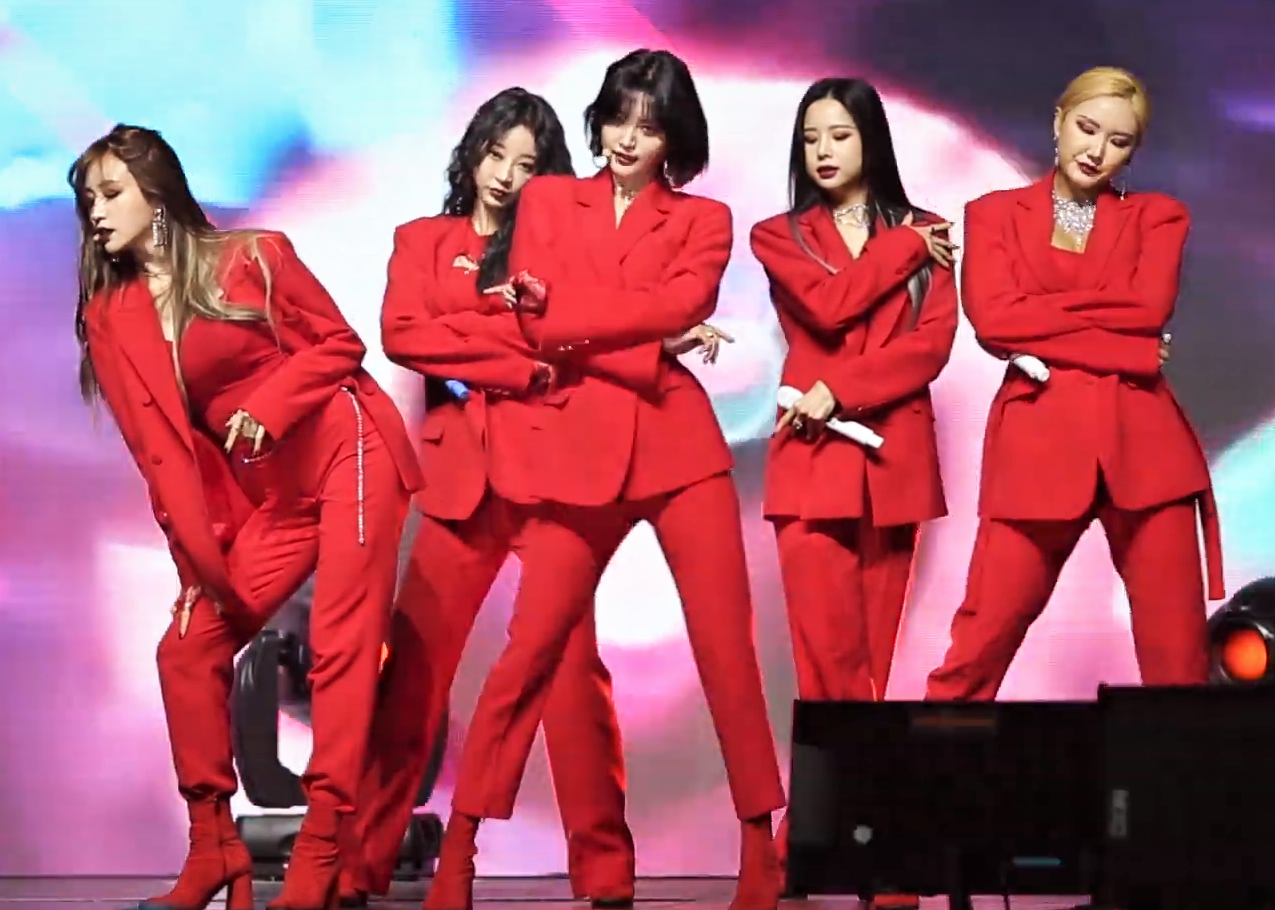
攝於11月21日〈I LOVE YOU〉回歸Showcase

4月29日，正花出演蒙面歌王，成為首隊女團全員出演蒙面歌王。5月11日，香蕉文化開通EXID的日本官方網站，並成立粉絲俱樂部。同日，官方宣布將在6月27日，於Zepp Tokyo舉行日本出道Showcase。6月10日，日本官网发布了EXID将在8月22日发行首张出道单曲《UP&DOWN[JAPANESE VERSION]》的消息。率智回歸：7月4日，率智之聲第二季開始。7月22日，大票網友表示於蒙面歌王第163集登場的東莫村少女就是率智，在第174集得以確認。因為該節目改為連勝賽制，變相再次成為第82－86代「蒙面歌后」。官方陸續發布的日本出道單曲封面三個版本、Up&Down日文版MV預告都有率智的身影。率智確定參加8月23日、25日在東京與大阪舉行的演出。
11月7日，Banana Culture 透露，EXID 確定將在11月21日以5人完全體回歸。並受台北市政府邀請出演於12月31日所舉辦的《2019臺北最 High 新年城》跨年晚會。21日，推出單曲《I LOVE YOU(알러뷰)》。新曲於台灣、香港、菲律賓、越南、波蘭、芬蘭、阿根廷等9個國家與地區拿下iTunes的K-POP榜冠軍，在6個地區拿下了綜合榜的冠軍。

### 2019年
5月15日發行第五張迷你專輯《WE》，在放送活動以及國內外公演結束後，組合活動會進入休息期，成員率智、LE、慧潾希望和公司一起合作的信賴為基礎，哈妮、正花經過與公司的深入討論，兩人在5月末專屬契約結束後，為了各自的目標而尋找新的經紀公司，但並未退出組合，續約的三名成員將暫時以個人活動為主進行活動。率智和LE各自發揮出色的主唱實力和說唱實力、製作能力，正在準備今後作為solo歌手的活動。慧潾則充分展現出多才多藝的魅力和好感度較高的形象，正在考慮進行多種多樣的廣播及音樂活動。5位成員均參與8月11日展開的日本巡迴演唱會《2019 EXID Summer Live Tour》。
8月5日，EXID日本官方網站及日本官方Twitter公佈將於12月4日推出第二張日本單曲《MAGIC》。8月16日，EXID日本官方Twitter宣佈將於12月7日和12月9日舉行EXID 2019 Winter Fan Meeting。11月1日，EXID日本官方網站及日本官方Twitter公佈第二張日本單曲將更名為《Bad Girl For You》，發售日期也將推遲到12月25日。11月21日，於日本官方網站宣佈於12月5日和12月10日分別在北九州和東京舉行新單曲發售宣傳活動。12月9日，於粉絲見面會中和日本官方推特上公佈2020年將於日本舉辦「EXID 2020 Japan Live Tour」。

### 2020年
1月15日，慧潾於近日已跟公司解除合約。
2月5日，率智終止了與公司的合約。
原定在2月11日、14日、16日、24日於大阪、福岡、名古屋、東京舉行「EXID 2020 Japan Live Tour」。2月7日，日本官方推特宣布由於新呼吸道肺炎疫情問題，日本Live Tour將推延至6月，確實日期未定。
3月25日，LE在個人Instagram宣布與公司終止合約，離開公司。
11月8日，合體舉行「EXID Premium Online Concert 2020 - B.L.E.S.S.E.D -」線上演唱會。

### 2022年
7月12日，日本官推宣布舉行原訂於2020年2月「EXID 2020 Japan Live Tour ～Bad Girl For You～」補演。「EXID 2022 JAPAN -FINAL- LIVE TOUR」於9月2日東京、9月6日福岡、9月8日大阪、9月9日名古屋舉行。
8月13日，於 NAVER NOW 推出出道10週年特別節目《WE ARE EXID》。
9月7日，於 Instagram 上宣佈將於9月29日發行單曲專輯《X》回歸，並於同日釋出主打歌《Fire》MV。
9月8日，開放韓國CD網路商店各平台預購，分別為Aladin、YES24、INTERPARK、KTOWN4U、HOTTRACKS。
9月13日，在EXID的IG帳號發布專輯圖片。
9月14日，公開專輯曲目清單。同日公開主打曲「FIRE」的預告#1，同時在EXID的YouTube頻道發布。
9月15日，發布韓國實體兼線上粉絲演唱會消息，演唱會時間為10月29日。
9月16日，EXID官方IG帳號公開兩張概念照片成員為「率智」。
9月17日，EXID官方IG帳號公開兩張概念照片成員為「ELLY(LE)」。
9月18日，EXID官方IG帳號公開兩張概念照片成員為「哈妮」。
9月19日，EXID官方IG帳號公開兩張概念照片成員為「慧潾」。
9月19日，公開消息舉辦實體與線上簽售會，時間為10月3日。
9月20日，EXID官方IG帳號公開兩張概念照片成員為「正花」。
9月21日，EXID官方IG帳號公開一張概念照片為「團體」之照片。
9月26日，公開主打曲《FIRE》的預告#2，同時在EXID的YouTube頻道發布。
9月29日，EXID為紀念出道十週年推出紀念專輯［X］，主打曲《FIRE》於韓國時間當日下午6時公開。十週年紀念專輯［X］發售。
9月30日，《FIRE》舞蹈表演公開影片。
10月3日，韓國實體與線上簽售會，共三場，一場實體兩場線上。
10月8日，韓國實體與線上簽售會。
10月29日，舉辦韓國實體演唱會以及線上演唱會。

## 成員資料
- 名字粗體字為隊長

| 現任成員   | 現任成員 | 現任成員  | 現任成員 | 現任成員 | 現任成員      | 現任成員                             | 現任成員                         |
| 藝名       | 藝名     | 藝名      | 本名     | 本名     | 本名          | 出生日期 / 出生地                    | 隊內定位                         |
| 中文       | 韩文     | 羅馬拼音  | 中文     | 韩文     | 羅馬拼音      | 出生日期 / 出生地                    | 隊內定位                         |
| ---------- | -------- | --------- | -------- | -------- | ------------- | ------------------------------------ | -------------------------------- |
| 率智       | 솔지     | Solji     | 許率智   |          | Heo Solji     | 1989年1月10日 · 首爾特別市冠岳區     | 第二任隊長、主唱                 |
| LE         | 엘리     | LE        | 安孝珍   | 안효진   | Ahn Hyojin    | 1991年12月10日 · 忠清南道天安市      | 主Rapper、領舞                   |
| 哈妮       | 하니     | Hani      | 安喜延   | 안희연   | Ahn Heeyoun   | 1992年5月1日 · 首爾特別市江南區      | 領唱、領舞、形象、中心           |
| 慧潾       | 혜린     | Hyelin    | 徐慧潾   |          | Seo Hyelin    | 1993年8月23日 · 光州廣域市光山区平洞 | 主唱                             |
| 正花       | 정화     | Jeonghwa  | 朴正花   | 박정화   | Park Jeonghwa | 1995年5月8日 · 京畿道安養市          | 主舞、領Rapper、副唱、門面、忙內 |
| 已離開成員 |          |           |          |          |               |                                      |                                  |
| 蕙姸       | 다미     | Dami      | 姜蕙妍   | 강혜연   | Kang Hyeyeon  | 1990年12月8日 · 仁川廣域市           | 主唱、領舞                       |
| 有智       | 유지     | Yuji      | 鄭有智   |          | Jung Yuji     | 1991年1月2日 · 首爾特別市            | 第一任隊長、主唱                 |
| 海嶺       | 해령     | Haeryeong | 羅海嶺   | 나해령   | Na Haeryeong  | 1994年11月11日 · 首爾特別市          | 副唱、領舞、門面                 |

### 成員變遷史
- 紅線：專輯回歸
- 綠線：單曲回歸

## 音樂作品
| - 2016年：Only One（率智哈妮 ） - 2018年：再花（Re:flower） | - 2016年：Cream - 2017年：Up & Down - 2022年：Fire - 2013年：Good Bye - 2013年：Stage Of The 70's | 率智（以2NB成员身份） - 2008年：Challenge - 2008年：愛的日子 - 2008年：在鐘路 - 2008年：像初次的那種感覺 |

## 媒體作品
| - 2012年：一年十二個男人 | - 2016年：偶像IDOL | - 2012年－2013年：ButBut TV（Season1） - 2013年－2014年：ButBut TV（Season2） - 2014年：ButBut TV（Season3） - 2015年：ButBut TV（Season4） - 2015年：EXID's SHOWTIME - 2016年：ButBut TV（Season5） - 2017年：Re:play EXID - 2018年：Made in EXID |

## 演唱會及其他演出
- EXID's Leggo Show（2016）
- EXID Asia Tour Fan Meeting（2017）
- EXID Premium Online Concert 2020 - B.L.E.S.S.E.D -（2020）

## 獎項與榮耀

### 主要音樂節目榜單排名
| 主打歌曲成績 | 主打歌曲成績                             | 主打歌曲成績 | 主打歌曲成績        | 主打歌曲成績           | 主打歌曲成績     | 主打歌曲成績                | 主打歌曲成績       | 主打歌曲成績          |
| 專輯 | 歌曲                                     | Mnet 《M Countdown》 | KBS2 《Music Bank》 | MBC 《Show! 音樂中心》 | SBS 《人氣歌謠》 | MBC Music 《Show Champion》 | SBS M 《THE SHOW》 | 備註                  |
| 2012年 | 2012年                                   | 2012年 | 2012年              | 2012年                 | 2012年           | 2012年                      | 2012年             | 2012年                |
| --- | ---------------------------------------- | --- | ------------------- | ---------------------- | ---------------- | --------------------------- | ------------------ | --------------------- |
| 無專輯單曲 | Whoz That Girl                           | 16 | 20                  |                        | /                | /                           |                    | 出道                  |
| Hippity Hop | I Feel Good                              | 17 | 49                  |                        |                  | 19                          |                    |                       |
| 無專輯單曲 | Every Night                              | 16 | 40                  |                        |                  |                             |                    |                       |
| 2013年 |                                          | |                     |                        |                  |                             |                    |                       |
| 無專輯單曲 | Good Bye                                 | 19 | 41                  |                        |                  | /                           |                    | DASONI名義發行        |
| 無專輯單曲 | Said So Often                            | 30 | /                   |                        | /                | /                           |                    | DASONI名義發行        |
| 2014年 |                                          | |                     |                        |                  |                             |                    |                       |
| 無專輯單曲 | Up & Down                                | (1) | (1)                 | 2                      | 1                | 2                           | 1                  | 四台冠軍歌曲 跨年進榜 |
| 2015年 |                                          | |                     |                        |                  |                             |                    |                       |
| AH YEAH | AH YEAH                                  | 2 | 2                   | 2                      | (1)              | (1)                         | 1                  | 三台冠軍歌曲          |
| 無專輯單曲 | HOT PINK                                 | 2 | 3                   |                        | 1                | 1                           | 2                  | 兩台冠軍歌曲          |
| 2016年 |                                          | |                     |                        |                  |                             |                    |                       |
| 無專輯單曲 | ONLY ONE                                 | / | 28                  |                        | 25               | 18                          | /                  | 率智哈妮名義發行      |
| STREET | L.I.E                                    | 2 | 5                   | {HOT3}                 | 1                | 1                           | (1)                | 三台冠軍歌曲          |
| 2017年 |                                          | |                     |                        |                  |                             |                    |                       |
| Eclipse | Night Rather Than Day                    | 3 | 13                  | 5                      | 7                | 1                           | (1)                | 率智缺席 兩台冠軍歌曲 |
| Full Moon | DDD                                      | 3 | 14                  | 9                      | 7                | 3                           | 1                  | 率智打歌缺席          |
| 2018年 |                                          | |                     |                        |                  |                             |                    |                       |
| Do It Tomorrow | Lady                                     | 2 | 11                  | 10                     | 7                | 5                           | 1                  | 率智缺席              |
| I Love You | I Love You                               | 3 | 12                  | 13                     | 7                | 5                           | 2                  |                       |
| 2019年 |                                          | |                     |                        |                  |                             |                    |                       |
| We | Me&You                                   | 3 | 28                  | 19                     | 14               | 4                           | /                  |                       |
| 2022年 |                                          | |                     |                        |                  |                             |                    |                       |
| X | 불이나 (FIRE)                            | 11 | /                   | 13                     | /                | /                           | /                  | 出道10週年紀念專輯    |
| \| - 「/」表示未有相關資料 - 「(1)」：兩星期冠軍 \| - 「*」：打榜中 - 「{HOT3}」：四星期入選 \| - 「HOT3」：2015年11月21日起由該節目選出當週HOT3。 - 音樂中心於2017年4月22日恢復排名制。2017年9月9日~11月18日因罷工事件停播。 - 「(註)」：《人氣歌謠》於2013年3月17日設榜 \| |                                          | |                     |                        |                  |                             |                    |                       |
| - 「/」表示未有相關資料 - 「(1)」：兩星期冠軍 | - 「*」：打榜中 - 「{HOT3}」：四星期入選 | - 「HOT3」：2015年11月21日起由該節目選出當週HOT3。 - 音樂中心於2017年4月22日恢復排名制。2017年9月9日~11月18日因罷工事件停播。 - 「(註)」：《人氣歌謠》於2013年3月17日設榜 |                     |                        |                  |                             |                    |                       |

| 各台冠軍歌曲獎座統計                                 | 各台冠軍歌曲獎座統計                                 | 各台冠軍歌曲獎座統計                                 | 各台冠軍歌曲獎座統計                                 | 各台冠軍歌曲獎座統計                                 | 各台冠軍歌曲獎座統計                                 | HOT3獲得次數   |
| Mnet                                                 | KBS                                                  | MBC                                                  | SBS                                                  | SBS M                                                | MBC Music                                            | Show! 音樂中心 |
| ---------------------------------------------------- | ---------------------------------------------------- | ---------------------------------------------------- | ---------------------------------------------------- | ---------------------------------------------------- | ---------------------------------------------------- | -------------- |
| 2                                                    | 2                                                    | 0                                                    | 5                                                    | 8                                                    | 5                                                    | 4              |
| 一位總數：22 三台冠軍歌曲總數：3 四台冠軍歌曲總數：1 | 一位總數：22 三台冠軍歌曲總數：3 四台冠軍歌曲總數：1 | 一位總數：22 三台冠軍歌曲總數：3 四台冠軍歌曲總數：1 | 一位總數：22 三台冠軍歌曲總數：3 四台冠軍歌曲總數：1 | 一位總數：22 三台冠軍歌曲總數：3 四台冠軍歌曲總數：1 | 一位總數：22 三台冠軍歌曲總數：3 四台冠軍歌曲總數：1 | 歌曲總數：1    |

## 外部連結
| 官方網站 - Banana Culture Entertainment 官方網站 - EXID JAPAN OFFICIAL SITE 官方網站 官方社交網站 - EXID的官方Cafe （页面存档备份，存于） （） - EXID的TVcast頻道 （） - EXID的Facebook專頁 （） - EXID的X（前Twitter） （） - EXID的X（前Twitter）（日語） - EXID的Instagram帳戶 （） - EXID的新浪微博 （简体中文） - EXID的V Live頻道 - YouTube上的EXID頻道 - EXID的網易雲音樂主頁 （页面存档备份，存于） （简体中文） | EXID成員 - 率智的Instagram帳戶 - LE的Instagram帳戶 - 哈妮的Instagram帳戶 - 慧潾的Instagram帳戶 - 正花的Instagram帳戶 |